# Yeşim Ağaoğlu
Yeşim Ağaoğlu (Istanbul, 21 de gener de 1966) és una fotògrafa, poetessa i artista contemporania turca. És graduada del Departament d'Arqueologia i de l'Historia d'Art de la Universitat d'Istanbul.

## Obres

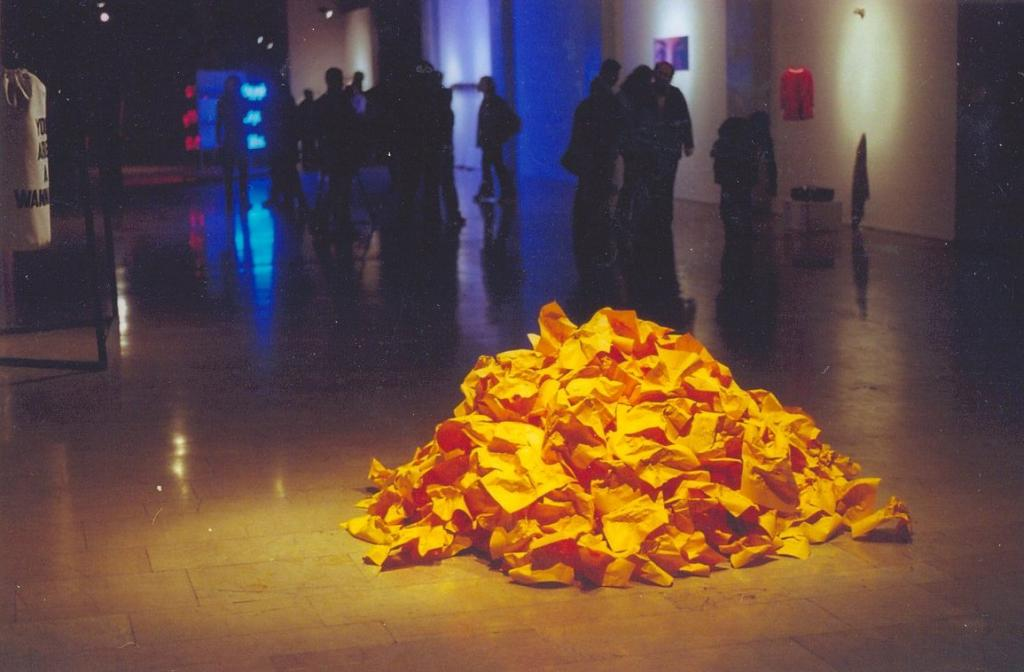
Instal·lació, 2009
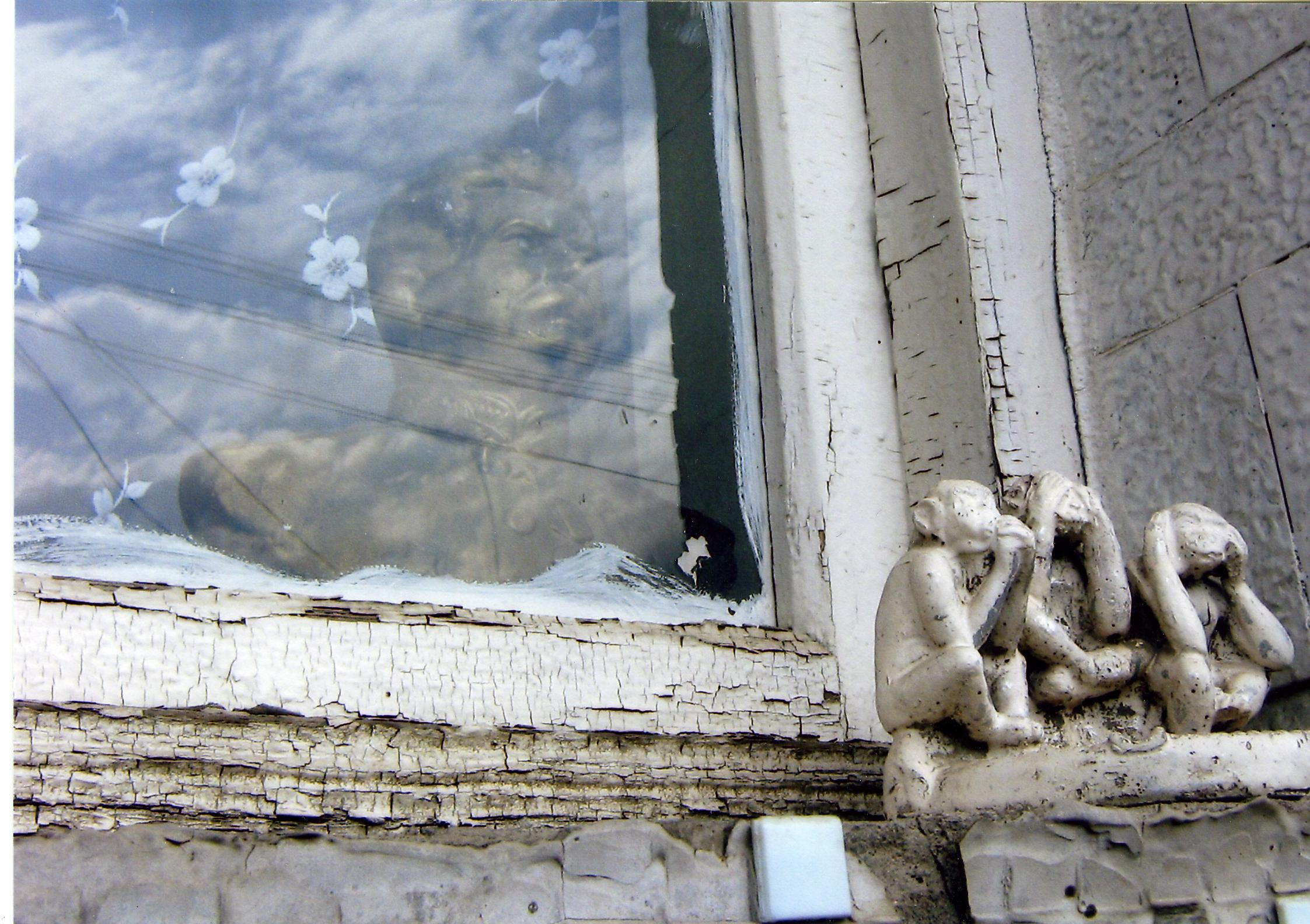
Foto, 2006